# El Productor
El Productor es el título de un periódico anarquista español fundado en 1887. Fue una de las publicaciones anarquistas más famosas.

## Historia

### Primera época
Surgió en Barcelona en 1887, dirigido por Anselmo Lorenzo, editándose como diario hasta el número 31 y luego como semanario. Hasta 1893 salieron al público 369 números. Colaboraciones de Federico Urales, Antoni Pellicer, Adrián del Valle, Gaspar Sentiñón, Celso Gomis Mestre y Juan Bautista Esteve. Publicaban artículos de Bakunin, Proudhon, Eliseo Reclus, Tarrida del Mármol, Ricardo Mella, además de manifiestos obreros y anarquistas.

### Segunda época
Reapareció en Barcelona de 1902 a 1904 bajo dirección de Juan Bautista Esteve. Integraban el periódico y/o colaboraban: Teresa Claramunt, José López Montenegro, Pedro Vallina Martínez, Acracio Progreso, etc. Salieron 122 números semanalmente.

### Tercera época
Nuevamente salió entre 1905 y 1906, dirigido por Claramunt y Esteve, con un total de 48 números. 

## Contenido
De tendencia anarcocolectivista, publicaba clásicos de la literatura anarquista internacional, además de notas de contenido nacional de su extenso grupo de colaboradores. Sus editores estaban en estrecho contacto con los editores de Acracia (periódico). 

## Otros periódicos homónimos
- En Blanes-Barcelona, entre 1925-1926, suspendido por Primo de Rivera. Reaparecido brevemente durante 1930. Semanario anarcosindicalista. Algunos de sus redactores fueron Patricio Navarro, José Alberola Navarro, Ramón Suñé y Patricio Ruiz de Galarreta.[1]
- La Habana, entre 1887 y 1890.
- La Coruña, entre 1896 y 1898.
- Madrid, 1901-1902, 32 números.
- Sevilla, 1919 y 1920, semanaro dirigido por Sánchez Rosa, enfrentado a CNT.